# Viľchivka (okres Chust)
Viľchivka, česky také Vlahovo, ukrajinsky Вільхівка (do roku 1946 – Влахово), rusínsky  Ольховка, maďarsky Ölyvös, je obec v Zaričské venkovské komunitě v okrese Chust v Zakarpatské oblasti na Ukrajině. Částí obce Viľchivka je Nyžné Bolotné. V roce 2025 žilo ve Viľchivce 1954 оbyvatel, v celé obci žilo 3281 obyvatel.

## Historie
V jihozápadním směru od Viľchivky, v lokalitě Haliny Hory, byly nalezeny osady z doby neolitu. Obec byla poprvé zmíněna v písemných pramenech z druhé poloviny 16. století. Byla známa jako centrum hrnčířství. Před Trianonskou mírovou smlouvou byla obec součástí Uherska . Poté byla součástí první československé republiky. Za první republiky zde byl obecní notariát a četnická stanice.